# Chapelton (South Lanarkshire)
Chapelton es una localidad situada en South Lanarkshire, Escocia (Reino Unido). Según el censo de 2022, tiene una población de 686 habitantes.